# Senses Fail
Senses Fail — американський рок-гурт, створений у Ріджвуді, штат Нью-Джерсі, у 2001 році. Заснований вокалістом Джеймсом «Бадді» Нільсеном, барабанщиком Деном Траппом, гітаристами Гарретом Заблоцьким і Дейвом Міллером, а також басистом Джеймсом Гіллом (незабаром його замінив Майк Гліта); Гурт пройшов через багато змін у складі, де Нільсен був єдиним постійним учасником.
Гурт випустив вісім студійних альбомів: Let It Enfold You, Still Searching, Life Is Not a Waiting Room, The Fire, Renacer, Pull the Thorns from Your Heart, If There Is Light, It Will Find You і Hell Is in Your Голова. Крім того, гурт має випустив 2 мініальбоми From the Depths of Dreams та In Your Absence та один концертний альбом Joshua Tree.

## Історія

### Заснування іFrom the Depths of DreamsEP (2001–2003)
Senses Fail бере початок в жовтні 2001 року після того, як Нільсен опублікував оголошення в Інтернеті про набір учасників для гурту.  Реклама привернула увагу Гаррета Заблоцького, який тоді почав записувати матеріал з Нільсеном. Пізніше Заблоцький зв’язався з Дейвом Міллером, щоб приєднатися до гурту, який також привів із собою свого друга Джеймса Гілла. Через деякий час з іншим барабанщиком гурт натрапив на Дена Траппа, якому на той час було лише 14 років. Перед тим, як гурт підписав контракт з Drive-Thru Records, Джеймса Гілла вигнали з гурту через непримиренні розбіжності; його замінив колишній барабанщик Tokyo Rose Майк Гліта.  
Нільсен пояснив назву гурту, заявивши: «В індуїзмі вони вірять, що бути живим — це пекло, і єдиний спосіб досягти Нірвани — це остаточно не мати жодних прихильностей ні до чого. Отже, люди виходять і живуть серед лісу, не їдять і не п’ють. Вони просто медитують, тому що досягли такого високого рівня, коли вони не прив’язані до любові, стосунків чи чогось іншого. І якщо ви хочете досягти найвищого рівня буття і побачити Бога, ви повинні втратити всі почуття».
Створюючи місцеву базу фанатів, граючи на кожному концерті, який вони могли знайти, від скейт-парків і клубів до церков, вони незабаром увійшли в студію і почали запис. Їхній перший реліз, From the Depths of Dreams, був мініальбомом із шести треків, який спочатку вийшов на ECA Records 16 серпня 2002 року. Спочатку це було два демо компакт-диска з трьома піснями, але пізніше продюсер Джон Наклеріо об’єднав їх в один реліз. Незалежний реліз пройшов дуже добре і привернув увагу деяких звукозаписних компаній. Вони підписали контракт із Drive-Thru Records і перевидали свій мініальбом 29 квітня 2003 року з двома додатковими треками, ремастерингом і новою обкладинкою. У цей час також була записана сторона Б "Bastard Son". Реліз мав великий успіх і продав достатню кількість копій, щоб посісти 144 місце в чарті Billboard. На підтримку мініальбому Senses Fail гастролювали з такими гуртами, як The Used, Millencolin, The Starting Line і колегами по лейблу Drive-Thru Finch. 

### Let It Enfold You(2004–2005)
Senses Fail почали працювати над  дебютним альбомом Let It Enfold You у квітні 2003 року. У цей час вокалісту та автору пісень Бадді Нільсену було 18–19 років.  Вони працювали з продюсером Стівом Еветтсом (Saves the Day, A Static Lullaby, Every Time I Die) на новому лейблі Vagrant Records. Тексти пісень були взяті з різноманітних джерел. Назву альбому взято з вірша Чарльза Буковскі, пісня «Irony of Dying on Your Birthday» розповідає про творчість міфолога Джозефа Кемпбелла, а частини пісні «Slow Dance» включають рядки Дао Де Цзін. Нільсен сказав: «Ми просто любимо створювати музику та писати хороші пісні. Я відчуваю, що мені є ще багато чого сказати, і ми маємо ще багато чого зробити. Але навіть якби все закінчилося завтра, ми просунулися вдесятеро далі, ніж очікували, і це дає нам відчуття, що ми досягли успіху, незалежно від того, що станеться з цього моменту». Let It Enfold You вийшов 7 вересня 2004 року на Vagrant і Drive Thru Records. Альбом був сертифікований RIAA як золотий, було продано понад 600 000 копій в усьому світі.
Let It Enfold You ознаменувався виходом двох синглів: «Buried a Lie» і «Rum Is for Drinking, Not for Burning». Музичне відео на пісню Buried a Lie знімалося на зніманні мильної опери «Дороговказне світло». Раніше в серіалі знімалася мама Нільсена, яка знімала відео. Випуск кліпу став причиною великого успіху гурту. У цей період Senses Fail були представлені в таких журналах, як Kerrang!, Rolling Stone, Spin і з'явилися на обкладинці Alternative Press.
Гурт багато гастролював на підтримку релізу. Вони були включені до Warped Tour у 2004, 2005, 2006 та 2009 роках і грали на головній сцені під час випусків туру 2005 та 2006 років. Вони також були включені до першого туру Taste of Chaos у 2005 році з такими відомими групами, як The Used, My Chemical Romance та Killswitch Engage. За цей час вони також виступили хедлайнерами кількох власних турів із The Early November з Drive Thru та Emanuel з Vagrant.
Альбом був перевиданий у листопаді 2005 року з бонус-треками та новою обкладинкою альбому. Окрім оригінального трек-листа, він містив акустичні версії пісень з альбому, неопублікований трек і кавер на пісню Suicidal Tendencies «Institutionalized».
У 2005 році веб-сайт гурту оголосив про відхід за взаємною згодою гітариста Дейва Міллера. Його змінив Хіт Сарасено, колишній гітарист і вокаліст гурту Midtown. У вересні 2006 року Міллер заснував власний звукозаписний лейбл під назвою DMI (Dave Miller Industries).
Пісня «Lady in a Blue Dress» із цього альбому вийшла як трек для завантаження на Rock Band Network 4 березня 2010 року.

### Still Searching(2006–2007)

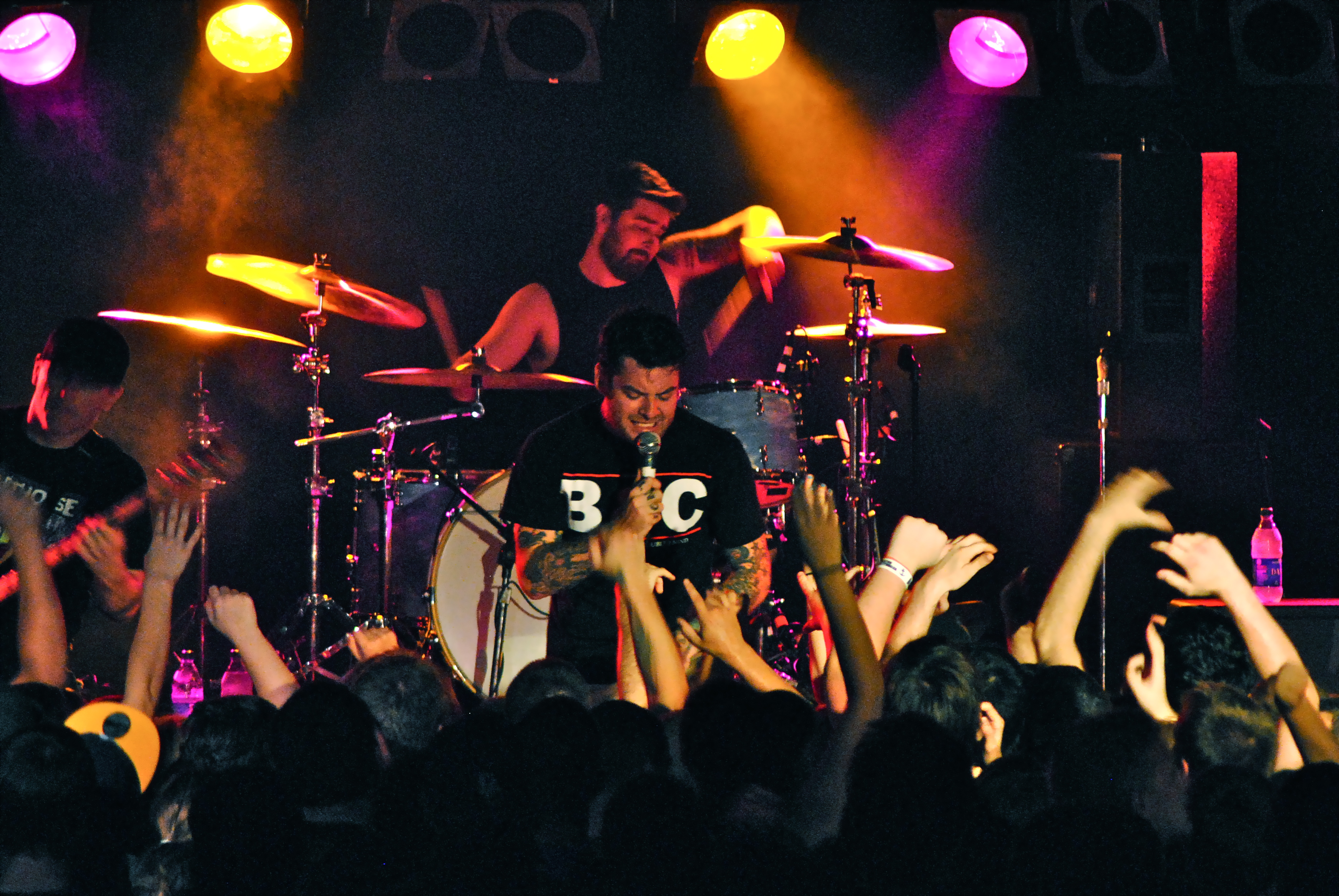
Senses Fail у 2011 році

Після перерви в гастролях і затвердження нового складу, Senses Fail почали писати свій другий студійний альбом. Новий альбом під назвою Still Searching був спродюсований Брайаном Мактернаном (Thrice, Cave In) і зведений Крісом Лордом-Алджем. Цей альбом був менш агресивним, ніж попередні релізи і виявився емоційнішим. Стосовно нових пісень Нільсен пояснив: «Мені подобається, щоб мої тексти були відкриті для інтерпретації, але я не хотів зображувати речі, які ніхто не зрозуміє; я хочу, щоб наші шанувальники могли співвідноситись з матеріалом. У якийсь момент ми всі починаємо аналізувати своє життя. Якщо ви цього не зробите, з вами щось не так».
На підтримку нового альбому гурт знову гастролював на Taste of Chaos. 2006 року вони гастролювали на Taste of Chaos International, а в 2007 році Senses Fail повернулися до Північної Америки для туру Taste of Chaos 2007. Влітку 2007 року вони також взяли участь у кількох виступах Zumiez Couch Tour разом із From Autumn to Ashes. Вони були хедлайнерами наприкінці 2006 року разом із Saosin і Bleeding Through на розігріві.  5 жовтня 2007 року Senses Fail розпочали тур у 33 містах разом із New Found Glory, який стартував у Лас-Вегасі, штат Невада. Також у турі був Set Your Goals. Тур завершився 24 листопада 2007 року в Сан-Дієго, Каліфорнія.
13 листопада 2007 року Senses Fail випустили спеціальний випуск Still Searching, який містив нове оформлення, закулісні DVD із кадрами туру гурту хедлайнерами минулої осені, дві нові пісні, три сторінки Б та кавер на пісню The Cranberries "Salvation".
8 грудня 2007 року басист Майк Гліта залишив гурт, щоб зосередитись на своєму сторонньому проєкті Knights In Paris.  Джейсон Блек приєднався як тимчасова заміна, хоча пізніше він став постійним учасником.
Пісня «Can't Be Saved» із цього альбому звучить у грі Guitar Hero III: Legends of Rock. Один із їхніх інших синглів, «Calling All Cars», представлений у грі Burnout Paradise.

### Life Is Not a Waiting Room(2008–2009)
Альбом Life Is Not a Waiting Room вийшов 7 жовтня 2008 року на Vagrant, наступного дня розпочався загальнонаціональний тур. 21 листопада Senses Fail дали онлайн-інтерв’ю Ultimate Guitar, розповідаючи про еволюцію гурту, їх нового басиста та альбом.
30 червня 2009 року було оголошено, що гітарист Хіт Сарацено залишить гурт після Warped Tour 2009, заявивши: «Я провів багато чудових моментів з цими хлопцями протягом останніх чотирьох років чи близько того. Ми записали два альбоми, якими я дуже пишаюся, безліч разів гастролювали по світу та по Штатах, і я подружився з людьми, яких інакше б не зустрів. Ці хлопці з Джерсі (і Атланти через Флориду) стали одними з моїх найближчих друзів, і я сумуватиму за можливістю бачити їх так часто, як міг».  Його замінив Зак Роуч.

### The Fire(2010)

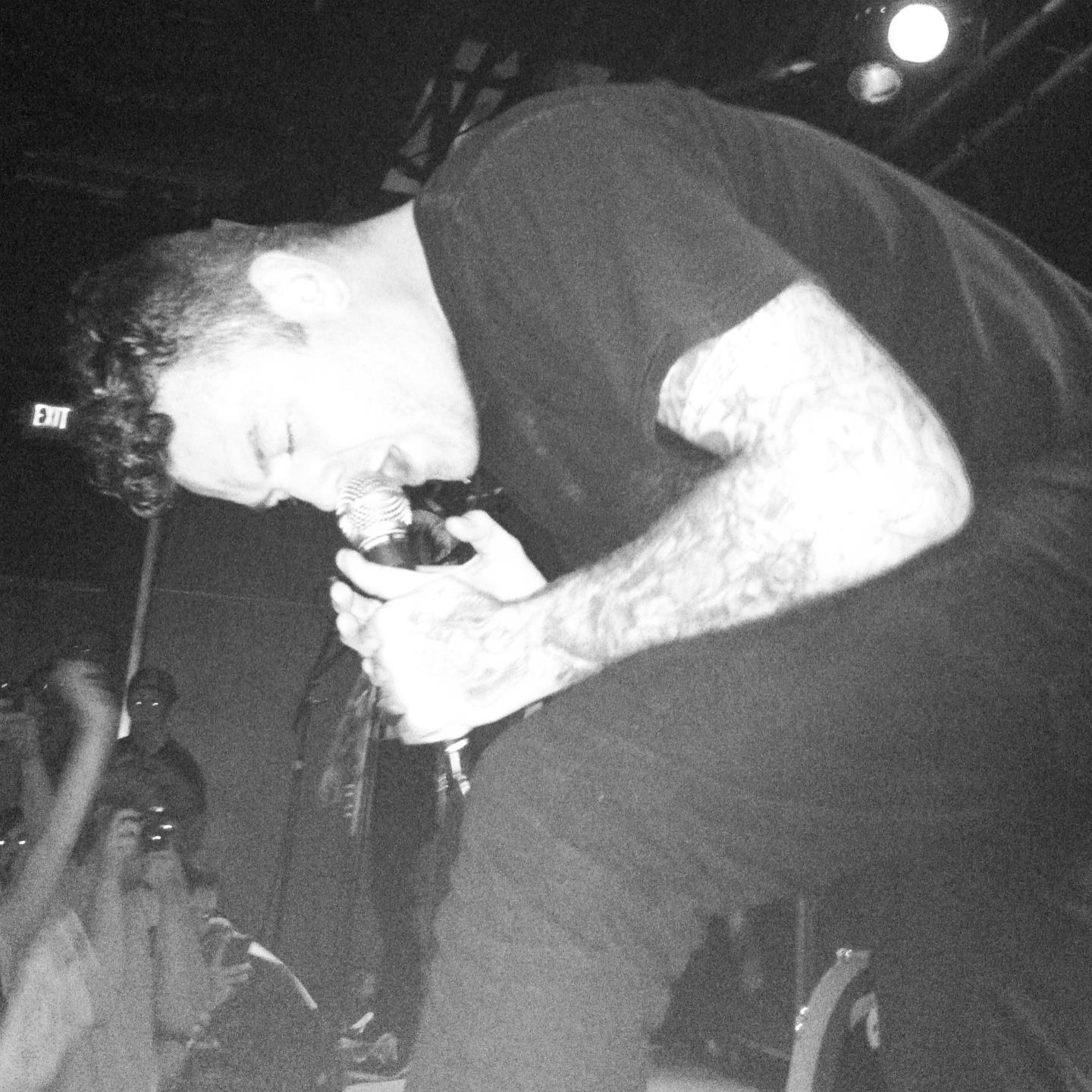
Бадді Нільсен виступає на Social у квітні 2013 року

Гурт розпочав запис нового альбому під назвою The Fire у студії Salad Days із Браяном Мактернаном у червні 2010 року, сподіваючись випустити його пізніше того ж року. The Fire вийшов у Великій Британії 25 жовтня 2010 року через Hassle Records та в інших місцях 26 жовтня через Vagrant Records, отримавши загалом позитивні відгуки. В альбомі немає гітариста Зака Роуча, який замінив Хіта Сарацено після його виходу в 2009 році, натомість обидві ролі гітариста виконує Гаррет Заблоцкі. У лютому 2011 року Гарретт Заблоцький покинув гурт, щоб вступити до коледжу; однак він продовжував писати музику для різних фільмів і відео.

### Follow Your Bliss: The Best of Senses Fail(2012)
13 липня 2011 року Senses Fail опублікували повідомлення: «Ми продовжуємо писати нові пісні та готуємось до шоу на цих вихідних» на своїй сторінці у Facebook, а також опублікував фотографії зі студії в Twitter і Instagram.
У листопаді 2011 року Senses Fail оголосили, що вирушать у тур із Stick to Your Guns, Make Do and Mend і The Story So Far.
Потім гурт випустив The Fire на вінілі через Mightier Than Sword Records.
Senses Fail знову зіграли на Vans Warped Tour 2012 року. Вони випустили альбом із найкращими хітами під назвою «Follow Your Bliss: The Best of Senses Fail», який містив музику з усіх їхніх попередніх альбомів і також містив EP із чотирьох нових пісень. Альбом вийшов 19 червня 2012 року в пакеті з подвійним компакт-диском і обмежений накладом у 10 000 примірників.
15 червня вони випустили «War Paint» зі свого альбому Greatest Hits.

### Renacer(2013–2014)
13 листопада 2012 року Senses Fail опублікували на своїй сторінці у Facebook: «Цього тижня ми починаємо запис нашого п’ятого повноформатного альбому в Лос-Анджелесі, Каліфорнія. Ми будемо працювати з продюсером Шоном Лопесом (Far, Deftones) у The Airport Studio та Red Bull Studio. Очікується, що запис буде завершено в середині грудня, реліз запланований на весну 2013 року». Альбом Renacer вийшов 26 березня 2013 року. 4 лютого 2013 року вийшов перший сингл «Mi Amor» разом із попередніми замовленнями на альбом. 1 березня 2013 року вийшов другий сингл «The Path».
Гурт виступав на британському фестивалі Slam Dunk у травні 2013 року.
Кліп на пісню «Between the Mountains and the Sea» вийшов 2 серпня 2013 року.
2 червня 2014 року на сторінці гурту у Facebook було оголошено, що Senses Fail вирушає у турне до 10-ї річниці, під час якого від початку до кінця зіграють їхню платівку «Let It Enfold You», а також повідомили, що баранщик Big Black Delta, який раніше грав у Poison The Well, Кріс Горнбрук замінить барабанщика Дена Траппа.

### Pull the Thorns from Your Heart, гастрольні заміни, сторонні проєкти (2014–2016)
У 2014 році у своєму блозі tumblr  гурт оголосив про підписання контракту з Pure Noise Records. Senses Fail увійшли у студію в листопаді, щоб розпочати запис свого наступного повноформатного альбому, який був запланований на літо 2015 року. Пізніше було оголошено, що альбом буде називатися Pull the Thorns from Your Heart.
2 лютого 2015 року гурт опублікував тизер свого EP у Facebook. EP вийшов 3 березня 2015 року. Pull the Thorns from Your Heart вийшов 30 червня 2015 року. Гастрольний цикл для запису розпочався з виконання всього туру Vans Warped Tour 2015 року. Потім гурт вирушив в зимовий тур разом із Silverstein . У цьому турі гітарист Метт Сміт був відсутній через народження первістка. Грег Стіліадес, який раніше гастролював з гуртом після того, як Зак Роуч повернувся додому через народження дитини, виступав з гуртом у цьому турі. У той час група була класифікована AbsolutePunk як скримо та «альтернативна».
17 травня 2016 року фронтмен Бадді Нільсен оголосив про створення нового гурту під назвою Speak The Truth... Even If Your Voice shakes. До гурту також входять барабанщик Алекс Паппас і гітаристи Алекс «Грізз» Лінарес і Деніел Вонакотт, усі колишні учасники гурту Finch. Вони випустили свій дебютний альбом під однойменною назвою 4 листопада 2016 року на Bad Timing Records. У релізі представлені пісні Crash My Car та Go For The Throat. Пізніше бас-гітариста Senses Fail Гевіна Касвелла було залучено грати на басу під час першого в історії живого виступу.
У 2016 році гурт виступив на нещодавно відновленому фестивалі Taste of Chaos у Сан-Бернардіно, Каліфорнія. Після повернення як одноденний фестиваль у 2015 році, Taste of Chaos повернувся у вигляді повного туру по Сполучених Штатах у 2016 році, кульмінацією якого став виступ на фестивалі. Фестиваль відбувся 16 липня, де також виступили The Starting Line, The Get Up Kids і Quicksand, а також виконавці повного туру Taste of Chaos 2016 року Saosin, Taking Back Sunday і Dashboard Confessional.
Майбутнє гурту залишилося невизначеним після того, як стало відомо, що гітаристи Зак Роуч і Метт Сміт більше не будуть гастролювати з гуртом, і обидва вирішили зосередитися на своїх сім'ях після нещодавнього народження дітей. Попри те, що гурт майже розпався, решту літа 2016 року гурт провів у відпустці, щоб переформуватися. Наприкінці 2016 року гурт грав на розігріві у Sum 41 у їх повному турі по Сполучених Штатах «Don't Call it a Sum Back». Бас-гітарист Гевін Кесвелл виконує обов’язки ритм-гітариста наживо, Стіліадес повернувся на посаду бас-гітариста, а Джейсон Мілбенк виконав роль соло-гітариста.

### In Your Absence, Quince Años Tour іIf There Is Light, It Will Find You(2016–2019)
15 листопада 2016 року гурт оголосив, що на святкуванні свого майбутнього п’ятнадцятого ювілею вони вирушать у тур Quince Años у березні та квітні 2017 року за підтримки Counterparts, Movements і Like Pacific. Щоб відзначити цю подію, гурт повністю виконав свій альбом 2006 року Still Searching разом із збіркою пісень, що охоплюють кар’єру. 
Того ж дня гурт оголосив про випуск довгоочікуваного акустичного мініальбому In Your Absence. До нього увійшли три нові пісні, записані та спродюсовані Бо Берчеллом, а також акустичні версії «Lost and Found» із Still Searching та «Family Tradition» з Life Is Not A Waiting Room, записані та спродюсовані Кайлом Блеком. 26 січня 2017 року вийшов кліп на головний сингл «Jets to Peru». EP вийшов 3 березня 2017 року разом із початком туру Quince Años.
Гурт увійшов до студії з гітаристом Saosin Бо Берчеллом, який також займався записом In Your Absence, щоб почати запис сьомого повноформатного альбому 27 червня 2017 року під назвою If There Is Light, It Will Find You. Нільсен зазначив, що стиль альбому буде більше схожий на попередні релізи, такі як Let It Enfold You. Альбом був повністю написаний Нільсеном.
2 серпня стало відомо, що колишній барабанщик Ден Трапп гратиме на барабанах в альбомі, хоча нинішній барабанщик Кріс Горнбрук все ще виступатиме та гастролюватиме з групою. Однак 8 січня 2018 року Хорнбрук оголосив про вихід з гурту. Горнбрук гастролював з Дані Гаррісоном під час сесій запису.  1 лютого 2018 року Стів Кері з The Color Morale був оголошений новим барабанщиком гурту після оголошення про те, що The Color Morale бере перерву.
30 листопада вийшов перший сингл «Double Cross». Другий сингл «Gold Jacket, Green Jacket...» вийшов 11 січня 2018 року. 1 лютого 2018 року вийшов третій сингл «New Jersey Makes, the World Takes». Альбом вийшов 16 лютого 2018 року.
29 серпня 2019 року вийшла перезаписана версія «Bastard Son» 2004 року із відео, також гурт оголосив дату випуску «переосмисленого» мініальбому From the Depths of Dreams 6 вересня 2019 року.

### Hell Is in Your Head(2020–дотепер)
У січні 2020 року Senses Fail оголосили, що вони почали запис своєї восьмої платівки під умовною назвою Hell Is In Your Head, і що вона продовжить історію персонажу із «Still Searching» після подій пісні «The Priest and the Matador». У березні вони змінили робочу назву на What the Thunder Said, Hell Is in Your Head.
30 жовтня 2020 року вийшло два кавери на Misfits як частину спліту з каверами гурту Saves The Day під назвою Through Being Ghoul.
25 листопада 2020 року гурт випустив EP під назвою Christmas Has Been Canceled Due to Lack of Hustle, який містить дві пісні, кавер на Saturday Night Live «I Wish It Was Christmas Today» і «Donde Esta Santa Clause».
17 лютого 2021 року гурт випустив «Lush Rimbaugh», що збіглося зі смертю консервативного журналіста Раша Лімбо. 18 серпня вийшов другий сингл під назвою «Death by Water» разом із музичним кліпом, у якому брав участь вокаліст Ice Nine Kills Спенсер Чарнас. 4 листопада 2021 року вийшов ще один сингл разом із музичним кліпом під назвою «I'm Sorry I'm Leaving». Під час випуску пісні також було офіційно оголошено, що Hell Is in Your Head вийде 15 липня 2022 року.
У вересні 2022 року було оголошено, що басист Грег Стіліадес буде гастролювати в гурті лише неповний робочий день, аби він міг зосередитися на своїй кар’єрі в сфері нерухомості та на вихованні сім’ї.

## Музичний стиль і впливи
Senses Fail описують як постхардкор,    емо,    скримо,    металкор,   поппанк,  хардкор-панк,  і панк-рок. Senses Fail назвали Jimmy Eat World, The Get Up Kids, The Promise Ring, Appleseed Cast, Saves the Day, Thursday, The Casket Lottery, Lifetime і Deftones як свій вплив.    

## Учасники гурту
Поточний склад
- Джеймс «Бадді» Нільсен — веучий вокал, фортепіано, програмування, додаткова перкусія (2002–дотепер)
- Гевін Касвелл – ритм-гітара, бек-вокал (2016–дотепер); бас (2013–2016)
- Джейсон Мілбенк — соло-гітара, бек-вокал (2016–дотепер)
- Стів Кері — ударні (2018—дотепер)
- Грег Стіліадес – бас (2016–дотепер, неповна зайнятість з 2022); гітари (гастролі 2015)

Колишні учасники
- Гаррет Заблоцький — соло-гітара, бек-вокал (2002–2011)
- Ден Трапп – барабани, перкусія (2002–2014, офіційно; 2017–дотепер, сесії)
- Майк Гліта — бас, бек-скрим (2002–2008)
- Дейв Міллер — ритм-гітара (2002–2005)
- Хіт Сарацено — ритм-гітара, бек-вокал (2005–2009)
- Джейсон Блек — бас (2008–2012)
- Зак Роуч – соло-гітара (2011–2016); ритм-гітара (2009–2011); бек-вокал (2009–2016); бас (2012–2013)
- Метт Сміт — ритм-гітара, бек-вокал (2011–2016)
- Кріс Горнбрук — ударні (2014–2018)
- Джеймс Гілл — бас (2002)

Концертні учасники
- Етай Пізано — гітари (2009–2010)
- Джеремі Комітас — бас, бек-вокал (2012)
- Деніел Вонакотт — бас-гітара, гітара (2022–дотепер)

Шкала

## Дискографія
Студійні альбоми
- Let It Enfold You (2004)
- Still Searching(2006)
- Life Is Not a Waiting Room (2008)
- The Fire (2010)
- Renacer (2013)
- Pull the Thorns from Your Heart (2015)
- If There Is Light, It Will Find You (2018)
- Hell Is in Your Head (2022)

## Зовнішні посилання
- Офіційний блог/веб-сайт tumblr
- Веб-сайт
- Дискографія Senses Fail на сайті Discogs (англ.)
- Senses Fail на сайті IMDb (англ.)